# Jackson County, Arkansas
Jackson County är ett administrativt område i delstaten Arkansas, USA. År 2010 hade countyt 17 997 invånare. Den administrativa huvudorten (county seat) är Newport. 
Countyt har fått sitt namn efter general Andrew Jackson som var USA:s sjunde president 1829-1837 som hade besegrat britterna i slaget vid New Orleans den 8 januari 1815. 

## Geografi
Enligt United States Census Bureau har countyt en total area på 1 661 km². 1 640 km² av den arean är land och 21 km² är vatten.

### Angränsande countyn
- Lawrence County  - nord
- Craighead County  - nordöst
- Poinsett County  - öst
- Cross County  - sydöst
- Woodruff County  - syd
- White County  - sydväst
- Independence County  - väst